# Сруога, Хосефина
Мария Хосефина Сруога (исп. María Josefina Sruoga, родилась 23 августа 1990 года в Буэнос-Айресе) — аргентинская хоккеистка на траве, нападающая клуба «Химнасия и Эсгрима» из Буэнос-Айреса. Игрок сборной Аргентины в 2009—2015 годах (197 матчей). Серебряный призёр летних Олимпийских игр 2012 года, четырёхкратная победительница Трофея чемпионов. Отмечена наградами со стороны министерства спорта Аргентины. Сестра хоккеистки на траве Даниэлы Сруоги.

## Спортивная карьера
Играет вместе со своими сёстрами Даниэлой и Эугенией. Выступает за клуб «Химнасия и Эсгрима» из Буэнос-Айреса (победитель Торнео Метрополитано в 2007—2013 гг.). В составе молодёжной сборной Аргентины стала серебряным призёром чемпионата мира 2009 года в Бостоне и бронзовым призёром панамериканского чемпионата 2008 года. В основной сборной выиграла Трофей чемпионов в 2009, 2010, 2012 и 2014 годах, на Олимпиаде в Лондоне стала серебряным призёром. Серебряный призёр Панамериканских игр 2011 и 2015 годов, бронзовый призёр чемпионата мира 2014 года.